# Édouard-Émery Richard
Pour l’article homonyme, voir Richard.
Édouard-Émery Richard (14 mars 1844-27 mars 1904) est un avocat et homme politique fédéral du Québec.

## Biographie
Né à Princeville dans le Canada-Est, il obtient un diplôme en droit en 1867 en effectuant des cours à l'Université Laval et à l'Université McGill. Il pratique ensuite le droit à Arthabaskaville avec le futur premier ministre Wilfrid Laurier. Après avoir pratiqué pendant de nombreuses années, il devint député du Parti libéral du Canada dans la circonscription fédérale de Mégantic en 1872. Réélu en 1874, il ne se représenta pas en 1878.
Peu après avoir quitté la Chambre des communes, il devint shérif des Territoires du Nord-Ouest, poste qu'il occupe jusqu'en 1883. Après avoir quitté son poste de shérif, il tenta de se faire élire dans la circonscription manitobaine de Saint-Boniface, mais il fut défait par Alphonse Alfred Clément Larivière. Il esseye à nouveau en 1889, mais est défait à nouveau un revers par Larivière.

## Œuvres
- Acadie : reconstruction d'un chapitre perdu de l'histoire d'Amérique (1916) T. I, T. II et T. III disponibles sur Internet Archive